# Carlos Alonso González
Carlos Alonso González (Santillana del Mar, 23 d'agost de 1952) més conegut com a Santillana, és un exfutbolista professional càntabre, considerat un dels millors davanters i rematadors de cap del futbol espanyol. És el 14è jugador amb més partits jugats a Primera divisió, i el novè màxim golejador. Va adoptar com a sobrenom el poble on va néixer. Va ser internacional amb la selecció espanyola.

## Biografia
Va començar jugant per al Satélite de Barreda, amb el qual debutà a la Tercera Divisió, i després d'una temporada al Racing de Santander va fitxar pel Reial Madrid amb dinou anys. Al Reial Madrid va reeixir fer-se un lloc a l'equip amb els seus gols i va esdevenir capità de l'entitat. Va jugar al conjunt blanc durant disset temporades i va marcar 352 gols en 778 partits, el que en fa el tercer màxim golejador del club a la lliga, amb 186 gols.
Es va retirar el 1988 en un matx contra el Reial Valladolid, en què va marcar un gol de cap. En finalitzar el partit va ser condecorat amb la Medalla d'Or al mèrit esportiu de Cantàbria.

### Selecció espanyola
Va debutar amb la selecció absoluta el 17 d'abril del 1975 a l'estadi Santiago Bernabéu contra Romania en un partit de classificació per a l'Eurocopa 1976. El seu primer gol va a ser contra la mateixa selecció, a l'Estadi 23 d'agost de Bucarest.
Va aconseguir el subcampionat a l'Eurocopa 1984 disputada a França, tot i perdre a la final contra la selecció francesa amb un gran error del porter espanyol Arconada. En aquest campionat va fer el seu últim gol amb la selecció davant Portugal.

## Palmarès
| Títol                 | Equip        | País    | Any     |
| --------------------- | ------------ | ------- | ------- |
| Lliga espanyola       | Reial Madrid | Espanya | 1971-72 |
| Copa del Generalísim  | Reial Madrid | Espanya | 1973-74 |
| Copa del Generalíssim | Reial Madrid | Espanya | 1974-75 |
| Lliga espanyola       | Reial Madrid | Espanya | 1974-75 |
| Lliga espanyola       | Reial Madrid | Espanya | 1975-76 |
| Lliga espanyola       | Reial Madrid | Espanya | 1977-78 |
| Lliga espanyola       | Reial Madrid | Espanya | 1978-79 |
| Lliga espanyola       | Reial Madrid | Espanya | 1979-80 |
| Copa del Rei          | Reial Madrid | Espanya | 1979-80 |
| Copa del Rei          | Reial Madrid | Espanya | 1981-82 |
| Copa de la UEFA       | Reial Madrid | Espanya | 1985    |
| Lliga espanyola       | Reial Madrid | Espanya | 1985-86 |
| Copa de la UEFA       | Reial Madrid | Espanya | 1986    |
| Lliga espanyola       | Reial Madrid | Espanya | 1986-87 |
| Lliga espanyola       | Reial Madrid | Espanya | 1987-88 |